# Арабачи
Арабачи (азерб. Arabaçı) — село Кедабекского района Республики Азербайджан.
Расположено у подножия Севанского хребта в западной части Азербайджана, примерно в 400 км к западу от столицы Баку.
Население в 2015 году составляло 1124 человек.
Основными занятиями населения являются сельское хозяйство и животноводство.